# Kleszcz wędrowny
Kleszcz wędrowny (Hyalomma marginatum) – gatunek roztocza z rzędu kleszczy i rodziny kleszczowatych. W cyklu życiowym ma dwóch żywicieli. Larwa i nimfa pasożytuje na małym ssaku lub ptaku, a dorosły osobnik na dużym ssaku, zwykle kopytnym. Zasiedla Afrykę Północną, Azję Zachodnią i południe Europy, ale z ptakami bywa zawlekany dalej na północ i południe. Jest wektorem wirusa gorączki krwotocznej krymsko-kongijskiej i riketsji.

## Taksonomia
Gatunek ten opisany został w 1844 roku przez Carla Ludwiga Kocha. Wraz z H. rufipes, H. isaaci, H. turanicum i H. glabrum tworzy w obrębie podrodzaju Euhyalomma kompleks bliźniaczych gatunków, określanych jako Hyalomma marginatum sensu lato. Do rewizji Dmitrija A. Apanaskiewicza i Iwana G. Horaka z 2008 roku większość z nich klasyfikowana była jako podgatunki H. marginatum. Badania genetyczne z 2016 potwierdziły bliskie pokrewieństwo między H. marginatum a H. rufipes.

## Opis

### Osobniki dorosłe
Samiec ma gnatosomę o podstawie (basis capituli) z wypukłą krawędzią grzbietowo-tylną, umiarkowanie rozwiniętymi cornua i bez wyrostków bocznych. Pierwszy segment nogogłaszczków ma na spodzie powyżej pięciu szczecinek środkowych. Buławkowaty hypostom ma część ząbkowaną nieco dłuższą od bezzębnej. Idiosoma ma szeroko-owalną, najszerszą nieco za środkiem tarczkę grzbietową pokrywającą cały jej wierzch (conscutum), o długości od 3,71 do 5,18 mm i szerokości od 2,37 do 3,33 mm, a ubarwieniu rudobrązowym do prawie czarnego. Rowki paramedialne (przyśrodkowe) i posteromedialne (tylno-środkowe) tarczki grzbietowej są powierzchowne, rowki szyjne i boczne płytkie i osiągające do ⅓ jej długości, a rowki brzeżne sięgające prawie do oczu. Punktowanie tejże tarczki jest mieszane: duże punkty są z rzadka rozproszone na jej polach bocznych, kaudalnym i z przodu pola środkowego, punkty średnich i małych rozmiarów znajdują się na polach bocznych i z przodu pola środkowego, a szczególnie gęsto pokrywają pole kaudalne, natomiast środkowa część tarczki zwykle jest bez punktów. Brzegi boczne tarczki podzielone są na pięć dobrze zaznaczonych festonów. Tarczki analne występują w liczbie 3 par. Długa, szeroka i nieco ku tyłowi zwężona płytka adanalna ma wklęśnięty brzeg przednio-środkowy, nieco wypukłe brzegi boczne i prosty brzeg tylno-środkowy. Tarczka oddechowa ma perforowaną część przedłużenia grzbietowego nadzwyczaj szeroką. Okolice przetchlinek są rzadko porośnięte szczecinkami. Odnóża mają przepaski w częściach odsiebnych każdego członu i kompletne paski wzdłuż części grzbietowych każdego członu o kolorze kości słoniowej.
Samica ma gnatosomę o podstawie (basis capituli) z co najwyżej nieco wypukłą krawędzią grzbietowo-tylną, niewyraźnymi cornua, krótkimi wyrostkami bocznymi po stronie grzbietowej i bez takich wyrostków po stronie brzusznej. Pierwszy segment nogogłaszczków ma na spodzie powyżej pięciu szczecinek środkowych. Buławkowaty hypostom ma część ząbkowaną nieco dłuższą od bezzębnej. Idiosoma ma prawie tak długą jak szeroką tarczkę grzbietową o wyraźnych kątach tylno-bocznych, pokrywającą przód wierzchu idiosomy (scutum), o długości od 2,14 do 2,73 mm i szerokości od 2,07 do 2,65 mm, ubarwioną jak conscutum samca, na całej powierzchni pokrytą drobnym punktowaniem, a na polach bocznych i środkowym także z rzadko rozproszonymi punktami dużymi. Umiarkowanie głębokie rowki szyjne i boczne sięgają do tylnej krawędzi owej tarczki. Tarczka oddechowa ma perforowaną część przedłużenia grzbietowego szeroką, a okolice przetchlinek z rzadka porośnięte szczecinkami. Odnóża mają takie same ubarwienie jak u samca. Narządy rozrodcze cechują się szerokim, płytkim, U-kształtnym otworem i nabrzmiałą częścią przedsionkową pochwy.

### Stadia rozwojowe
Nimfy mają gnatosomę długości od 365 do 490 μm i szerokości od 285 do 427 μm, o podstawie (basis capituli) w widoku grzbietowym sześciokątnej, a buławkowatym hypostomie długości od 193 do 269 μm, szerokości od 62 do 95 μm i o gładkim przejściu z części ząbkowanej do dwukrotnie krótszej bezzębnej. Ich idiosoma ma tarczkę grzbietową (scutum) o długości od 475 do 750 μm, szerokości od 587 do 837 μm, długości od oczu do szeroko zaokrąglonej tylnej krawędzi od 212 do 325 μm oraz bardzo głębokich wcięciach tylno-bocznych. Szczecinki na pozostałej części wierzchu idiosomy (alloscutum) są dość długie i u szczytów zwężone. Wąsko-owalne tarczki oddechowe mają średnicę podłużną mniejszą od długości bioder czwartej pary odnóży krocznych. Biodra pierwszej pary odnóży zaopatrzone są w szerokie, prawie trójkątne ostrogi. Ostrogi na biodrach od drugiej do czwartej pary są coraz mniejsze.
Larwy mają gnatosomę, w widoku grzbietowym, o sześciokątnej podstawie (basis capituli) szerokości od 140 do 188 μm, a hypostomie długości od 98 do 148 μm i szerokości od 34 do 45 μm i o gładkim przejściu z zajmującej ⅔ jego długości części ząbkowanej do dwukrotnie krótszej bezzębnej. Ich idiosoma ma tarczkę grzbietową (scutum) o długości od 262 do 336 μm, szerokości od 336 do 427 μm, a długości od oczu do tylnej krawędzi od 97 do 154 μm. Biodra pierwszej pary odnóży mają małą ostrogę o kształcie trójkąta z szeroko zaokrąglonym wierzchołkiem, a drugiej i trzeciej pary ostrogi krótkie i słabo rozwinięte, kształtu łukowatego.

## Biologia
Kleszcz dwużywicielowy, aktywnie poszukujący gospodarza. Larwa i nimfa żerują na tym samym osobniku i na nim odbywa się linienie między tymi stadiami. Gospodarzami stadiów młodocianych są małe ssaki, zwłaszcza z rodziny zającowatych i jeżowatych oraz poszukujące pokarmu na ziemi ptaki, zwłaszcza z rodzin skowronków, krukowatych i kurowatych. Unikają żerowania na gryzoniach. Usadawiają się na uszach i w okolicach głowy. Stadia młodociane są aktywne od czerwca do października, ze szczytem w lipcu–sierpniu, a ich okres żerowania trwa 2–3 tygodnie. Najedzone odczepiają się od gospodarza wczesnym latem i wówczas jeszcze tego samego roku linieją do stadium dorosłego lub odczepiają się późnym latem i wówczas zimują, a do stadium dorosłego linieją następnej wiosny. Zimowanie nimf może trwać do kilku miesięcy, ale ich śmiertelność w jego trakcie jest wysoka.
Osobniki dorosłe żerują na dużych ssakach, zwłaszcza kopytnych. Wytrzymują zimowanie w temperaturach do –20 °C. Z diapauzy budzą się wiosną, gdy średnia temperatura za dnia przekracza 10,5 °C. Przy temperaturze 22–27 °C i wilgotności powietrza 75–100% aktywnie poszukują żywiciela. Wykrywają go za pośrednictwem sygnałów zapachowych, wibracji, ciepła ciała, a w odległości 3–9 m także bodźców wzrokowych, po czym ruszają w jego kierunku. Mogą za nim podążać przez ponad 10 minut i pokonać dystans do 100 m. Dorosłe żerują przez 1–2 tygodnie. Samce w ciągu kilku tygodni kopulują z wieloma samicami na żywicielu. Zapłodnione samice odpadają, składają w glebie do 7 tysięcy jaj, po czym umierają. Larwy klują się po 20–30 dniach.

## Występowanie
Pajęczak ten zasiedla strefę klimatu śródziemnomorskiego, gdzie bytuje na stepach, sawannach i w zakrzewieniach. Brak go w europejskich lasach liściastych i mieszanych tejże strefy, gdzie jego miejsce zajmują głównie kleszcz pospolity (Ixodes ricinus) i kleszcz lasostepowy (Dermacentor marginatus).
W Afryce gatunek ten znany jest z Maroka, Algierii, Tunezji, Libii i Egiptu, a w Azji z Turcji, Cypru, Gruzji, Armenii, Azerbejdżanu, Syrii, Izraela, Iraku i Iranu. W Europie występuje w Portugalii, Hiszpanii, Francji, Włoszech, Grecji, Macedonii Północnej, Czarnogórze, Serbii, Bośni i Hercegowinie, Bułgarii, Rumunii, Mołdawii, Ukrainie i Rosji.
Kleszcze te regularnie dostają się poza swój naturalny zasięg występowania wraz z ptakami wędrownymi, a w mniejszym stopniu wraz z importowanymi zwierzętami gospodarczymi i podróżującymi ludźmi. Dotyczy to zarówno dalej na południe położonych rejonów Afryki (np. Nigeria), jak i dalej na północ położonych rejonów Europy: Węgier, Polski, Niemiec, Finlandii, Holandii i Wielkiej Brytanii. W przypadku tej ostatniej H. marginatum stanowi 21% wszystkich kleszczy znajdowanych na ptakach wędrownych, a najliczniej zapasożytowane tym gatunkiem są białorzytki zwyczajne i cierniówki.

## Znaczenie medyczne i weterynaryjne
Stwierdzono, że kleszcze wędrowne są wektorem: wirusa wywołującego gorączkę krwotoczną krymsko-kongijską (najważniejszy wektor tego wirusa w całej Eurazji) oraz wywołującej riketsjozę Rickettsia aeschlimannii. Ponadto z kleszczy tego gatunku wyizolowano wirusy Dhori, Bahig i Matruh, jednak nie wiadomo czy mogą one zarażać nimi żywicieli. Ukąszenie kleszczy z rodzaju Hyalomma może u ludzi powodować porażenie kleszczowe.